# All We Have Is Love
«All We Have Is Love» es una canción de la cantante estadounidense Sabrina Carpenter de su segundo álbum de estudio Evolution (2016), que sirvió como la última pista del álbum. La canción se estrenó por Hollywood Records como el primer sencillo promocional de Evolution el 23 de septiembre de 2016 junto con el pedido anticipado del álbum, tres semanas antes de su lanzamiento. 

## Antecedentes y lanzamiento
«All We Have Is Love» está escrita por Sabrina Carpenter, Afshin Salmani y Josh Cumbee, ellos se reunieron el primer día de las sesiones de grabación de la canción. En una fiesta en el EVOLution Tour en Toronto, Sabrina dijo que comenzaron a escribir la canción en el piano y explicó que, en primer lugar, la canción se llamaba «All I Have Is Love» y que era una canción oscura y descarada que habló sobre "la vida que te mereces". Al día siguiente, reescribieron la canción y la titularon «All We Have Is Love» porque pensaron que encajaba mejor en el repertorio y álbum de la cantante. Añadió además que comenzaron a crear la canción construyendo un mundo de fantasía donde la felicidad y el amor tienen lugar antes de todo. En ese comentario de la canción, dice: “Al final, lo que más debemos apreciar es el amor. Y no es solo amor por tu pareja ... es simplemente amar todo lo que puedas amar con todo tu corazón".

## Composición
«All We Have Is Love» es una canción pop de tres minutos y dos segundos con un coro electropop. Está compuesta con una tasa moderada de 128 latidos por minuto, escrita en la clave de sol mayor. El rango vocal de Carpenter abarca desde el bajo G3 hasta D5. Líricamente, habla sobre la felicidad, el optimismo y el amor que se refleja en una nueva relación.

## Recepción y crítica
Brittany Goldfield Rodrigues, de ANDPOP, dijo: "El primer sencillo que cayó en la promoción del álbum, cualquiera que haya pedido por adelantado el disco obtuvo «All We Have Is Love». La melodía se las arregla para ser una dulce canción de amor, al mismo tiempo que es una pista de baile divertida al mismo tiempo. Su voz suave es perfecta en la pista, complementando los ritmos en lugar de dominarlos. El registro más alto de Sabrina lo es todo". Big City comentó que: "El cierre del álbum es «All We Have Is Love», que presenta una mezcla fascinante de armonías de múltiples capas. Escrito hace poco más de un año, el producto terminado de la canción es pulido pop con palabras habladas". En el sitio web That's Why We Musyc se comentó que el tema "es una melodía destacada que escribió, y está llena de emoción cruda contra un piano exuberante. Ella le dice a su amor ficticio:" Podrían derribar esta casa ladrillo por ladrillo / Pero ni siquiera perder una cosa." Si bien el amor es ciertamente un tema bien pisado, hay algo muy orgánico y palpable sobre «All We Have Is Love» que claramente proviene de la experiencia".

## Historial de lanzamiento
| País   | Fecha                     | Formato                     | Discográfica      |
| ------ | ------------------------- | --------------------------- | ----------------- |
| Varios | 23 de septiembre de 20160 | Descarga digital, Streaming | Hollywood Records |